# 皮兰加
皮兰加是巴西米纳斯吉拉斯州的一个市镇。总面积657.484平方公里，总人口17208人，人口密度26.2人/平方公里。